# Чорнопластинник
Чорнопластинник (Melanophyllum) — рід грибів родини Agaricaceae. Назва вперше опублікована 1921 року.

## Поширення та середовище існування
В Україні зростають чорнопластинник Ейре (Melanophyllum eyrei), чорнопластинник криваво-червоний (Melanophyllum haematospermum).

## Гелерея

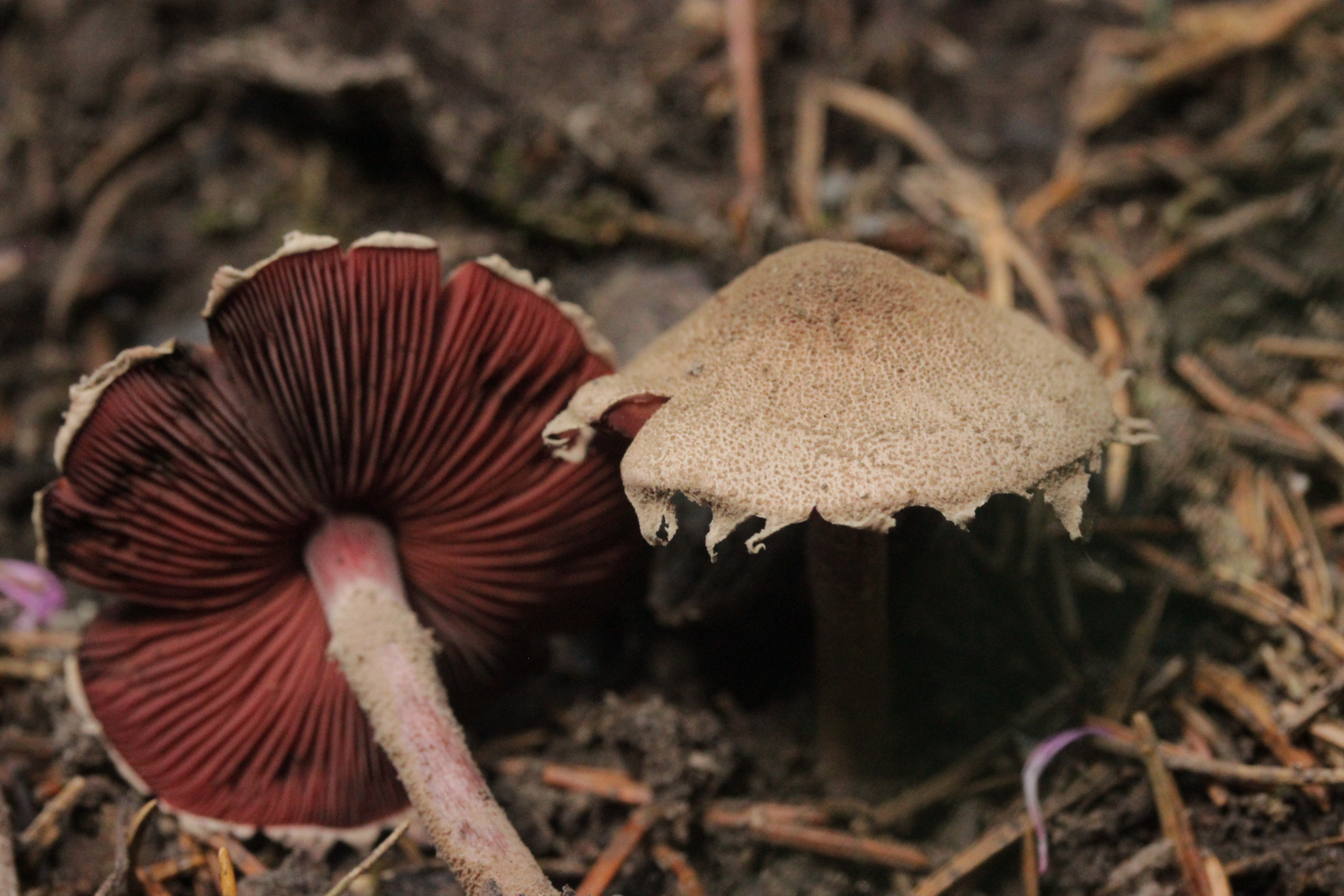
Melanophyllum haematospermum
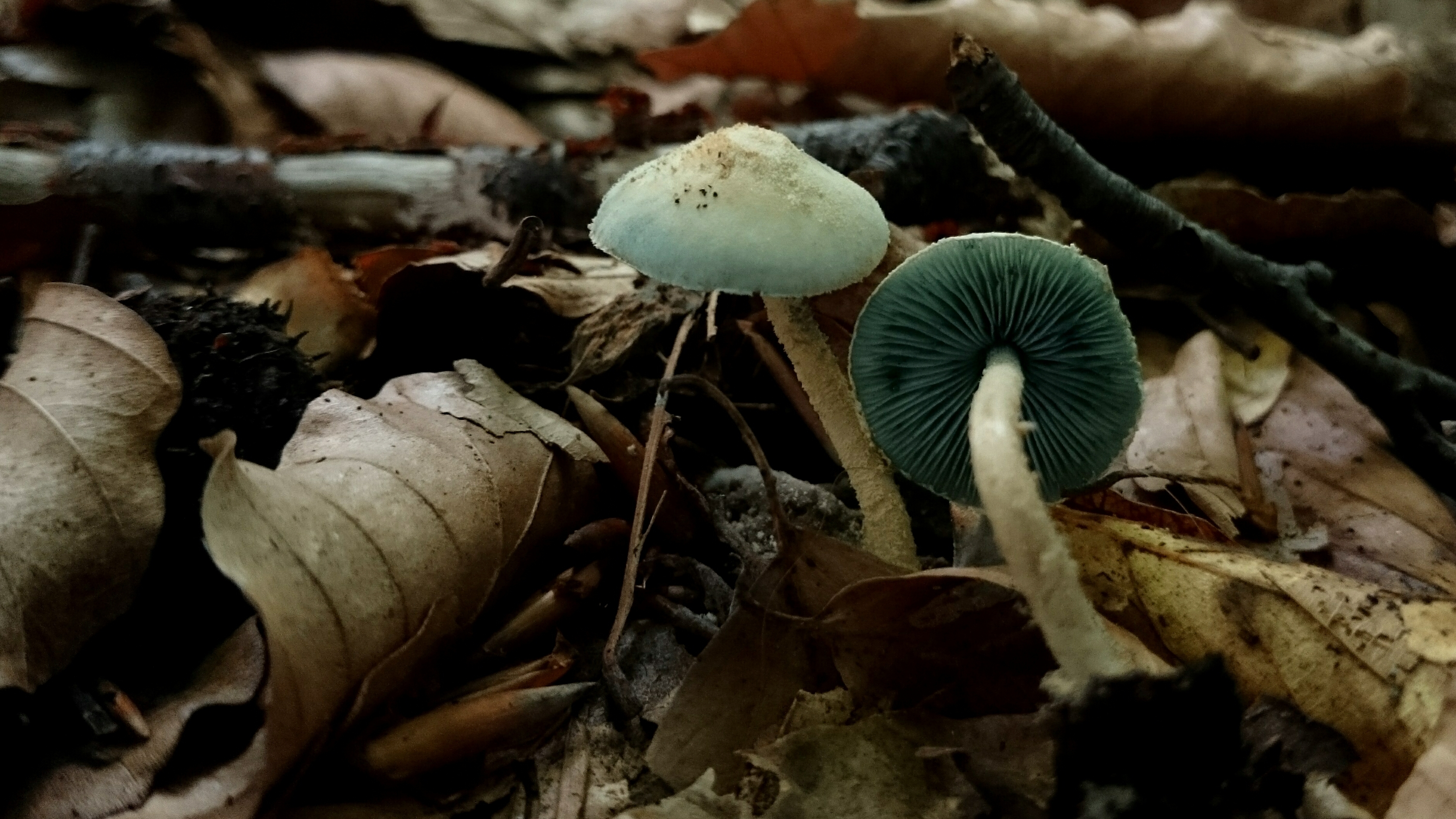
Melanophyllum eyrei